# Wald-Merscheider Turnverein

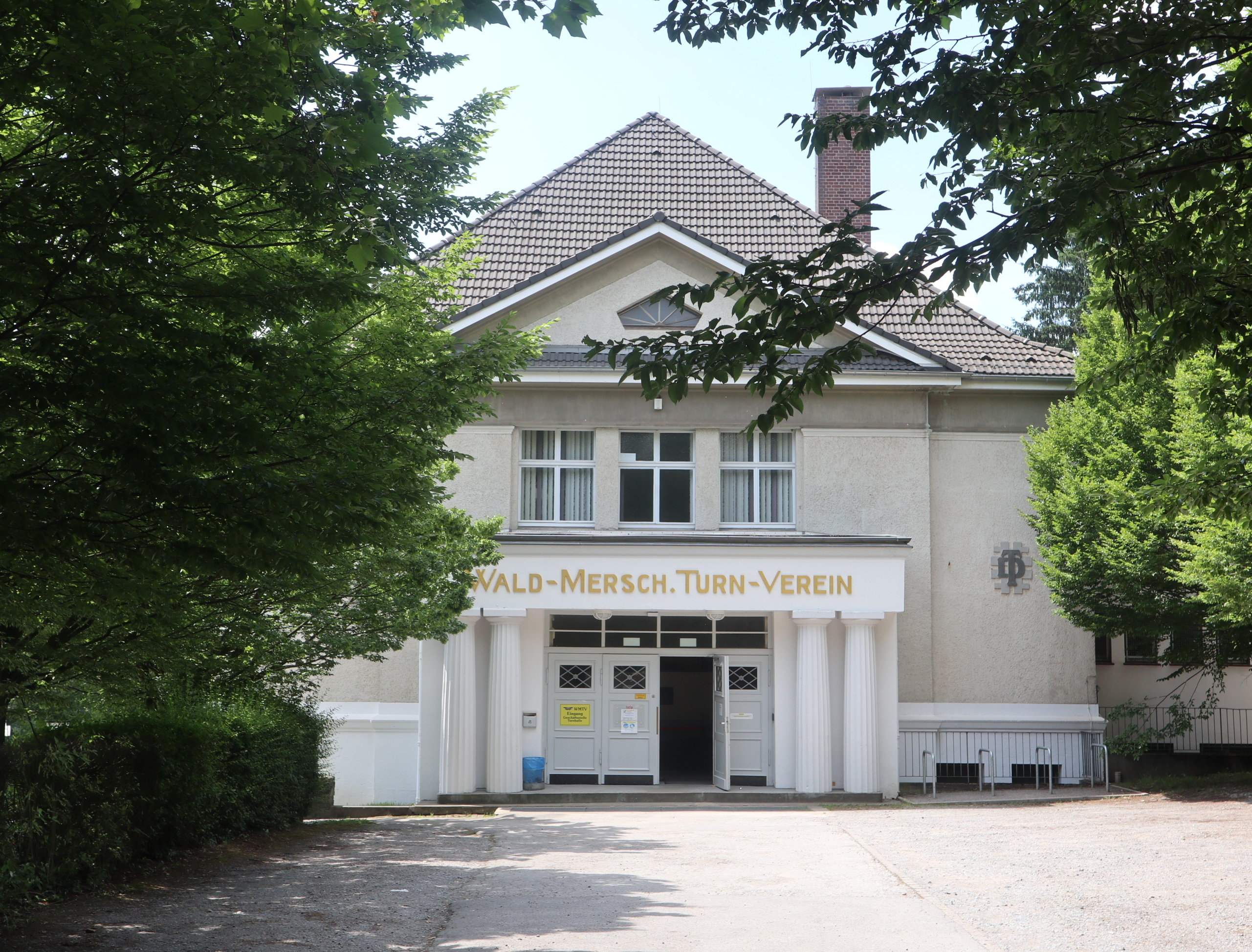
WMTV-Turnhalle

Der Wald-Merscheider Turnverein 1861 Solingen e. V. (Kurzform: WMTV Solingen) ist ein deutscher Breitensportverein aus der Klingenstadt Solingen (Nordrhein-Westfalen). Er wurde am 3. September 1861 in der Gemeinde Wald gegründet. Mit ca. 2.600 Mitgliedern gehört er zu den größten Sportvereinen Solingens.

## Vereinsgelände
Auf dem Vereinsgelände des WMTV befindet sich ein eigenes Fitness-Studio, mehrere Tennisplätze, eine Turnhalle und ein Gymnastikraum. Darüber hinaus befindet sich im Hauptgebäude an der Adolf-Clarenbach-Straße, wo auch die Geschäftsstelle untergebracht ist, eine vereinseigene Gaststätte.  Das Vereinsgelände liegt im Sportpark Solingen-Wald, zu dem auch die Jahnkampfbahn (Walder Stadion) gehört. In diesem Stadion tragen die Solingen Zebras, die Rugby-Mannschaft des WMTV Solingen, ihre Meisterschaftsspiele der Regionalliga NRW und Jugendturniere aus.

## Abteilungen
Der WMTV Solingen besteht aus den folgenden 12 Abteilungen: Badminton, Freizeitsport, Fitness- und Gesundheitssport, Fitness- und Gesundheitsstudio, Handball, Hockey, Kampfsport, Kinder- und Jugendsport, Leichtathletik, Reha-Sport, Rugby und Tennis.

## Persönlichkeiten
Der WMTV Solingen konnte mit Wilfried Friedrich Hans Wöhler einen erfolgreichen deutschen Fechter hervorbringen. Wilfried Wöhler wurde zweimaliger deutscher Meister im Säbelfechten. Er begann seine Karriere beim WMTV Solingen, ehe er 1958 zum ETV Hamburg und später zum Hamburger Fechtclub Rothenbaum wechselte. Der in Haan geborene Sportler nahm 1960 an den Olympischen Spielen in Rom teil.

## Auszeichnungen
Im Jahr 2019 gewann der Verein den Preis „Behindertensportverein des Jahres“, der jährlich vom BRSNW verliehen wird. Außerdem ist der WMTV Solingen der erste Verein, der die Auszeichnung „Sicherer Sportverein“ von der bundesweit tätigen Stiftung „Sicherheit im Sport“ verliehen bekommen hat und der 13. Verein, dem der Deutsche Handballbund (DHB) das Gütesiegel „ausgezeichnete Jugendarbeit“ verlieh. Neben diesem Gütesiegel besitzt der WMTV noch 11 weitere in verschiedenen Bereichen.
Das Fechtteam der A-Mädchen des WMTV wurde in Solingen zur Mannschaft des Jahres 2014 gewählt.